# Trifolium fucatum
Trifolium fucatum là một loài thực vật có hoa trong họ Đậu. Loài này được Lindl. miêu tả khoa học đầu tiên.